# Relations entre l'Inde et le Sénégal
Les relations entre l'Inde et le Sénégal sont les relations bilatérales de la république de l'Inde et de la république du Sénégal. L'Inde a une ambassade à Dakar et le Sénégal à New Delhi. Bien que les contacts interpersonnels aient été limités, les deux pays entretiennent des relations chaleureuses et, ces dernières années, les échanges commerciaux et les investissements n'ont cessé d'augmenter.

## Liens économiques

### Commerce
Le commerce entre l'Inde et le Sénégal s'est élevé à 425 millions de dollars en 2009-2010, l'Inde affichant un léger excédent de la balance commerciale. Le commerce a doublé en cinq ans à partir de 2002-2003, où il s'élevait à 222 millions de dollars. Les phosphates et la ferraille constituent l'essentiel des importations indiennes en provenance du Sénégal, tandis que les exportations indiennes sont constituées de textiles, d'automobiles, de produits pharmaceutiques et de produits alimentaires. L'Inde est l'un des principaux partenaires commerciaux du Sénégal. Le Sénégal importe de l'Inde du matériel roulant pour ses chemins de fer. Les chemins de fer indiens et RITES (en) (Rail India Technical and Economic Service) ont tous deux fourni une série de services aux chemins de fer sénégalais, notamment des services de conseil, des études de faisabilité et la fourniture de matériel roulant, y compris des rames automotrices diesel, des moteurs et des compartiments ferroviaires,,,. Les deux pays ont conclu un accord bilatéral de promotion et de protection des investissements en 2005 et un accord visant à éviter la double imposition en 2007,.

### Coopération
En 2003, le gouvernement indien a accordé une ligne de crédit de deux milliards de dollars à un groupe de neuf pays d'Afrique de l'Ouest, dont le Sénégal, appelé Team-9. Le Sénégal a réorganisé son système de transport public urbain par le biais d'une coentreprise indo-sénégalaise qui a assemblé des bus Tata dans la ville sénégalaise de Thiès. La décision de l'Inde d'autoriser les importations en franchise de droits des pays les moins avancés a profité au Sénégal et l'Exim Bank de l'Inde a fourni au pays une ligne de crédit de 28 millions de dollars pour l'aider à accéder à des services de conseil et à des équipements pour entreprendre un programme d'électrification rurale.

### Investissements
Le Sénégal a accueilli les investissements indiens dans ce pays dans toute une série de secteurs, notamment le textile, les produits chimiques et l'industrie manufacturière,. En 2006, Arcelor-Mittal a conclu un accord avec le gouvernement sénégalais pour la production de minerai de fer dans le sud-est du Sénégal, grâce à des investissements s'élevant à deux milliards de dollars. Étant donné que la loi sénégalaise exige que les entreprises asiatiques qui obtiennent des contrats d'infrastructure s'associent à des entreprises sénégalaises, les coentreprises avec des entreprises indiennes ont été un moyen important de transférer le savoir-faire technologique et la formation au Sénégal. Le plus grand complexe industriel du Sénégal, les Industries Chimiques du Sénégal (ICS), est une coentreprise entre le Sénégal et l'Inde, à laquelle participe le grand fabricant indien d'engrais Indian Farmers Fertiliser Cooperative (en) (IFFCO), et qui exporte une grande partie de sa production de phosphate vers l'Inde. En 2007, IFFCO a entrepris un projet de cent millions de dollars pour relancer l'usine d'acide phosphorique d'une capacité de 6,6 tonnes des Industries Chimiques du Sénégal afin d'augmenter sa production à des niveaux optimaux.